# Huidenvettersplein

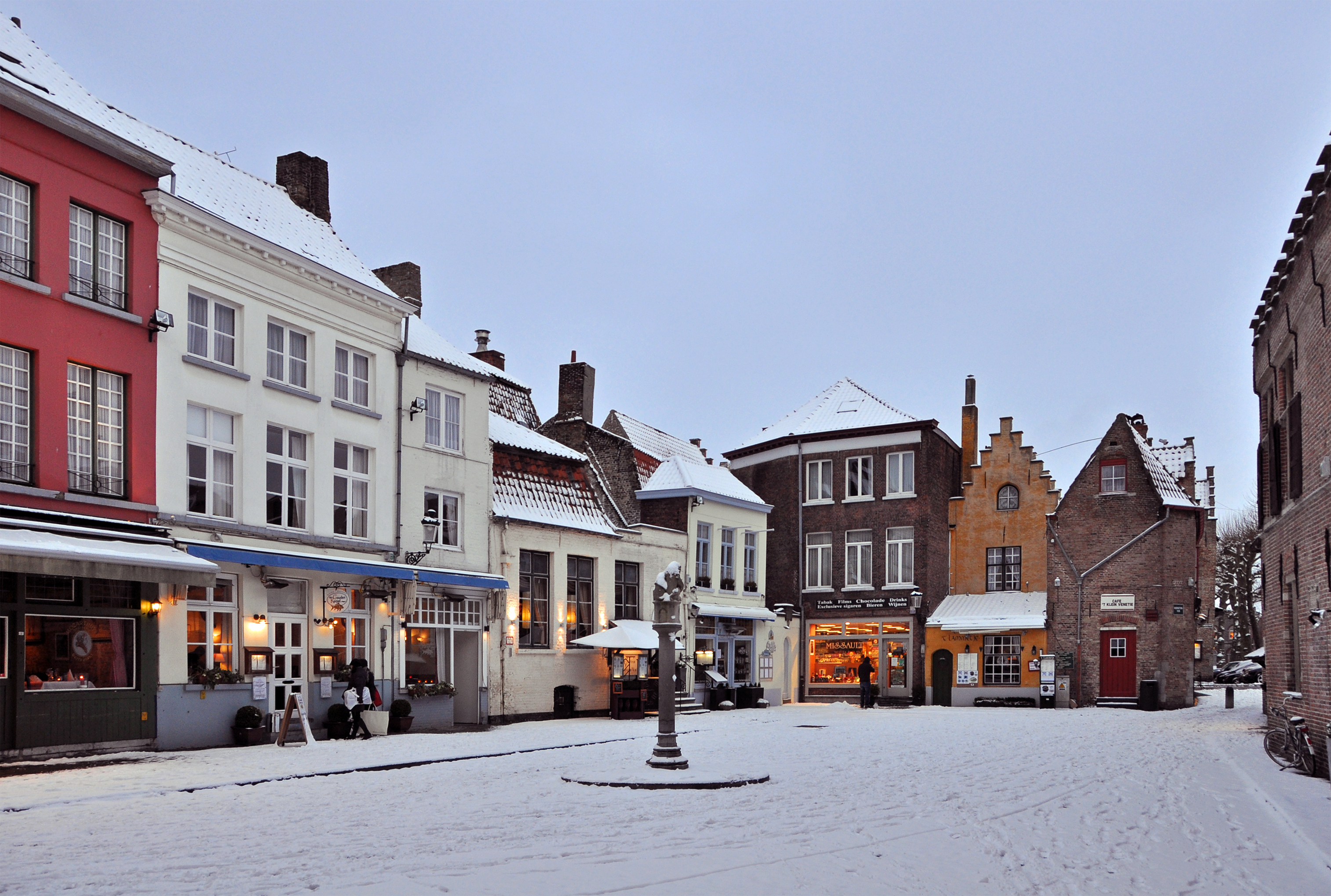
Het Huidenvettersplein

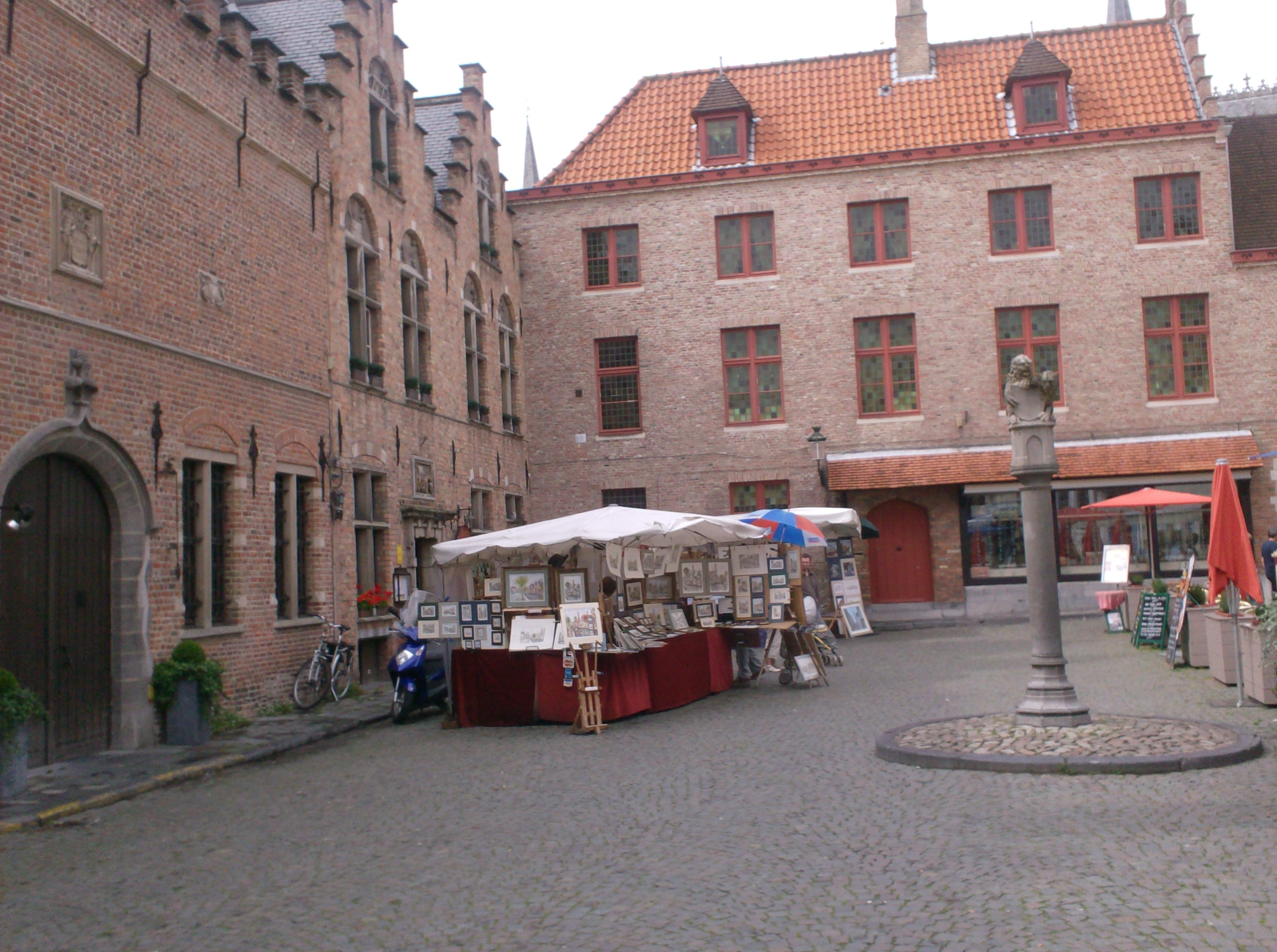
Het Huidenvettersplein

Het Huidenvettersplein, oorspronkelijk Huidenvettersdam, is een plein in het centrum van Brugge. Het is te bereiken vanaf de Burg, via de Blinde-Ezelstraat, en langs de andere zijde, via de Braambergstraat of de Rozenhoedkaai. Door zijn gesloten karakter en de afmetingen kan men zich er eerder op een binnenkoer wanen dan op een eigenlijke openbare plaats.
De naam komt al voor in 1302 en verwijst enerzijds naar een dam aan de stadsgracht die erlangs liep, anderzijds naar het ambacht van de leerlooiers dat er zijn ambachtshuis bouwde en er zijn activiteiten uitoefende.

## Leerlooiers
Het pleintje werd voorheen gebruikt door de verkopers van oud ijzer. In het begin van de 14e eeuw werd het door het stadsbestuur in erfpacht gegeven aan de huidenvetters of leerlooiers, als werkterrein, ontmoetingsplaats en zetel van hun ambacht, zodat het in 1302 al onder de naam Huidevettersdam bekend stond. In de 15e eeuw kwam een einde aan de lederverwerking, vanwege de kwalijke geur, maar het plein behield de zetel van het ambacht en zijn naam. Het kon langs de beide kanten afgesloten worden met poorten, maar dit werd weldra door het stadsbestuur verboden.

## Het huis van de huidenvetters
Midden op het plein staat een zuil met daarop twee kleine leeuwen. Volgens historicus Adolf Duclos hing aan de zuil vroeger een weegschaal waarop de huiden werden gewogen.

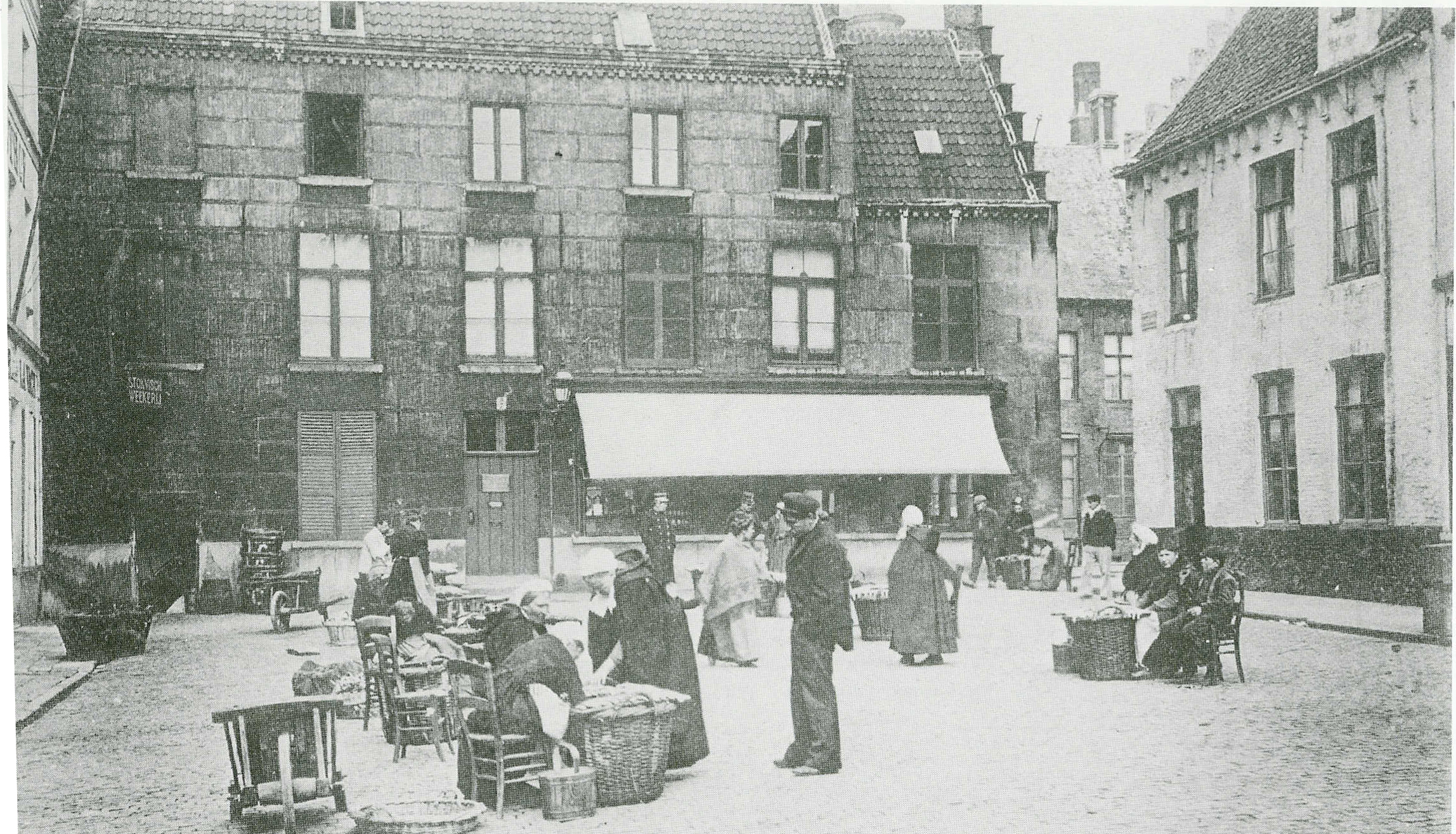
Het Huidenvettersplein in de 19de eeuw. Toen werd het nog gebruikt als 'kleine vismarkt'. Op de achtergrond staat het voormalig ontvangkantoor voor de accijnzen. Rechts de doorgang naar de Blinde-Ezelstraat.

## Stadsassyse

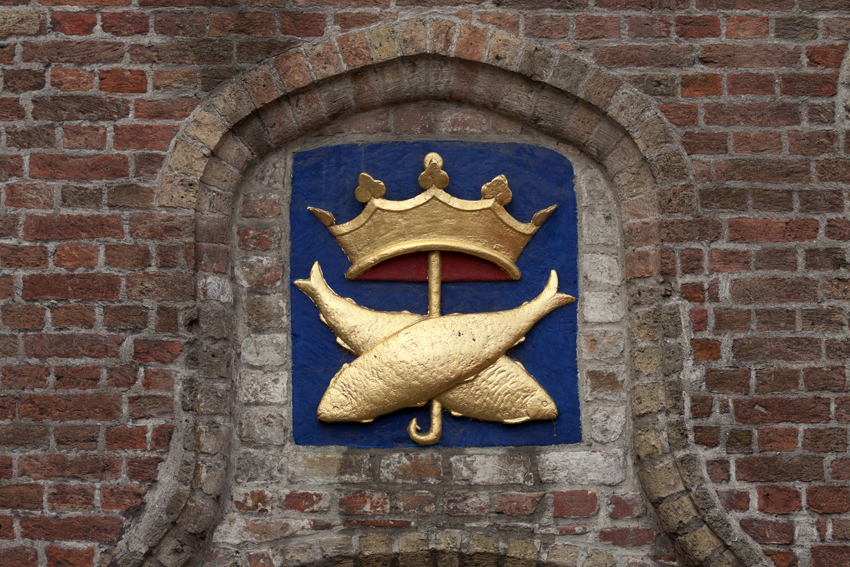
Wapenschild Van den Berghe

Op het plein (nu nummer 13) staat een afsluitend gebouw, tegenover het stadhuis gelegen, dat dienst deed als gemeentelijk ontvangkantoor, waar de accijnzen op bier en andere producten werden geïnd. Het gebouw werd rond 1870 aangekocht door August Vanden Berghe (1828-1884), vishandelaar en stokvisweker. Hij verwierf reputatie in zijn beroepsgroep en liet boven de winkelingang een wapenschild aanbrengen met twee gekroonde en gekruiste gouden vissen op een blauw veld.

## Vis en toerisme
Tot in 1920 werd het Huidenvettersplein gebruikt als kleine vismarkt, waar de goedkopere vis werd verkocht. De omliggende huizen werden viswinkels of herbergen, met namen zoals In den Moerdijck, In den Dolfijn, of In 't Klein Berlijn. Het waren de gewone volksmensen die er zich bevoorraadden, de rijkere lui of hun personeesleden gingen vis kopen op de naburige Vismarkt.
Een van de herbergen, onder de naam De Hollandse Koe (La Vache Hollandaise) of Den Hollander, kreeg in de negentiende eeuw bekendheid als lokaal voor vergaderingen, feesten, openbare verkopingen, enz. Na de Tweede Wereldoorlog werd de plek verbouwd tot een klein luxehotel onder de naam Duc de Bourgogne, met een restaurant dat reputatie kreeg, voor zijn keuken en voor zijn schilderachtige ligging, met uitzicht op de Rozenhoedkaai.
Tot in de jaren 1970 konden auto's op het pleintje parkeren. In het vierde kwart van de 20e eeuw verdween de auto en kwamen er een paar kraampjes met souvenirs, tekeningen en schilderijen, maar vooral steeds uitgebreidere terrassen, ten behoeve van het groeiende toerisme in Brugge. De aanwezige aanlegsteigers voor de rondvaartbootjes, aan beide uiteinden van het plein, deden de toeloop nog stijgen.
De omliggende huizen werden restaurants van verschillend niveau, voorzien van een uitgebreid terras.
In de Brugse volksmond staat het plein bekend als de Kleine Vismarkt.
Straten en pleinen in Brugge met een artikel op Wikipedia: